# 141ビル
141ビル（いちよんいちビル）は、宮城県仙台市青葉区にある再開発ビルで、“東北地方初の総合ファッションビル”である。仙台市都心部の東一番丁通り・定禅寺通・東二番丁通り・北小路の4つの道に囲まれたブロックに建つ。市民からは「141」と省略されて呼ばれている。
現在の核テナントは「仙台三越・定禅寺通り館」。

## 概要
「141」の名称は、市街地再開発事業の地区名である「一 番町 四 丁目 第一 地区」に由来する。
地上6階、地下3階の建物で、隣接する仙台三越本館とは4階と地下1階に設けられた「連絡通路」により直結しており、地下1階は「ファッションドーム141」として営業されていた時代から『三越フードガーデン』として一体的に利用されている。5階の全てと6階の一部は仙台市が区分所有し、「エル・パーク仙台」を設置している（エル・パーク仙台は、仙台の小劇場演劇の中心地）。一番町四丁目アーケードに面した部分には、再開発前から当地にあった商店などが路面店形式で入居している。
仙台市地下鉄南北線・勾当台公園駅と地下3階で繋がっているため、一番町の玄関口の役割も担っている。駅からエスカレーターを利用して地上に出る場合、センターフォーラム（円形の吹き抜けになっているエレベータおよびエスカレータホール）が動線を集約しており、様々な小イベントが開催されている。また、歓楽街の国分町の最寄り駅でもあるため、センターフォーラムおよび一番町出入口は待合せ場所としても有名である。

## 店内構成

### 各階
現在の店内構成。「三越定禅寺通り館」は、地上4階から地下2階まで入居している核テナント。
- 屋上：イベントスペース（植栽あり）
- 6階：エル・パーク仙台、ギャラリースペース、フラワーデザインスクール、美容・健康
- 5階：エル・パーク仙台、仙台市消費生活センター
- 4階：紳士ファッション、141・三越上空連絡通路
- 3階：ベビー・子供用品、スポーツ・ゴルフ用品
- 2階：婦人靴・婦人ハンドバッグ
- 1階：特選ブティック、化粧品・アクセサリー
- 地下1階：三越フードガーデン（デパ地下）、141・三越地下連絡通路
- 地下2階：書籍（ヤマト屋書店）
- 地下3階：地下鉄連絡口

※ 身体障害者用トイレは地下1階、地上3階、5階、6階。自動体外式除細動器 (AED) は6階に設置。
※ 一番丁四丁目アーケードに面して路面店が入居する。南西角には金蛇水神社が鎮座する。

### エル・パーク仙台
仙台市消費生活センター以外の5階の全フロアと6階フロア半分程度を占める仙台市の男女共同参画推進施設。市内の同様な施設として、仙台駅西口（駅前通り・名掛丁）の再開発ビル・アエルに「エル・ソーラ仙台」がある。
当施設には小ホールが2つ付設されており、演劇や音楽のライブスペースとして利用されている。
老朽化に伴い、6階のギャラリーホールとスタジオホールの設備更新が行われることになり、2023年（令和5年）12月1日から2024年（令和6年）8月末まで主要施設の利用が休止となる。
6階
- ギャラリーホール（定員248名）演劇公演、映画上映会、講演会、展示などに使用。打楽器禁止。
- スタジオホール（定員190名）演劇公演、音楽、ダンス公演などに使用。

5階
- セミナーホール（定員180名 - 2つに部屋を区切ることが出来る）演奏・合唱・ダンス禁止
- セミナー室（定員30名）、特別会議室（定員20名）
- 音楽スタジオ1（定員20名）、音楽スタジオ2（定員20名）、音楽スタジオ調整室
- フィットネススタジオ（定員30名）
- 創作アトリエ（定員25名）、食のアトリエ（定員30名）
- 和室（定員40名 - 2つに部屋を区切ることが出来る）、子供の部屋（定員20名）

## 沿革
株式会社 一・四・一は、地下2階から地上4階までのテナント部分を三越仙台店に一括して貸す方針を固め、入居中の86店舗に立ち退きを求めた。このため、2008年（平成20年）6月から閉店セールが始まり、8月24日に閉店した（地下1階の三越フードガーデンおよび5・6階のエル・パーク仙台を除く）。当該部分は、11月21日に「三越定禅寺通り館」として開業した（従来の仙台三越の方は「本館」となる）。三越は、イオンモール名取エアリ内の名取三越を2009年（平成21年）春に閉店し、仙台三越に注力することを決めた。他の仙台にある大型店が県境を越えて隣県まで商圏を広げたのに対し、仙台三越はその顧客の92%が宮城県民であるため、「定禅寺通り館」が開業しても宮城県重視の姿勢を変えないとしている。ただし、三越の従来からの中心的顧客層である50代前後のほかに、伊勢丹のノウハウを用いて20代 - 30代をも取り込めるような商品構成を目指すとしている。

### 年表
- 1978年（昭和53年）08月15日 - 高度利用地区告示。
- 1979年（昭和54年）10月12日 - 都市計画の告示。
- 1982年（昭和57年）04月30日 - 組合設立認可。
- 1985年（昭和60年）03月05日 - 建築工事着工。
- 1987年（昭和62年）
  - 3月16日 - 建築工事竣工。
  - 3月20日 - 「エル・パーク仙台」開館。
  - 7月15日 - 仙台市営地下鉄南北線開業。勾当台公園駅と地下3階で接続。
  - xx月xx日 - 「LIVE 141　定禅寺ストリートジャズフェスティバル」（後の定禅寺ストリートジャズフェスティバル）初開催。
- 1992年（平成04年）10月 - 141・三越上空連絡通路設置。
- 1993年（平成05年）06月15日 - 組合解散認可。
- 2004年（平成16年） - 『第1回日本SC大賞2004』においてファッションドーム141が銀賞を受賞[3]。
- 2008年（平成20年）
  - 08月24日 - 隣接する三越仙台店に賃貸するため閉店[4]。
  - 11月21日 - 三越仙台店への賃貸部分を「三越定禅寺通り館」としてオープン[5]。

### ファッションドーム141

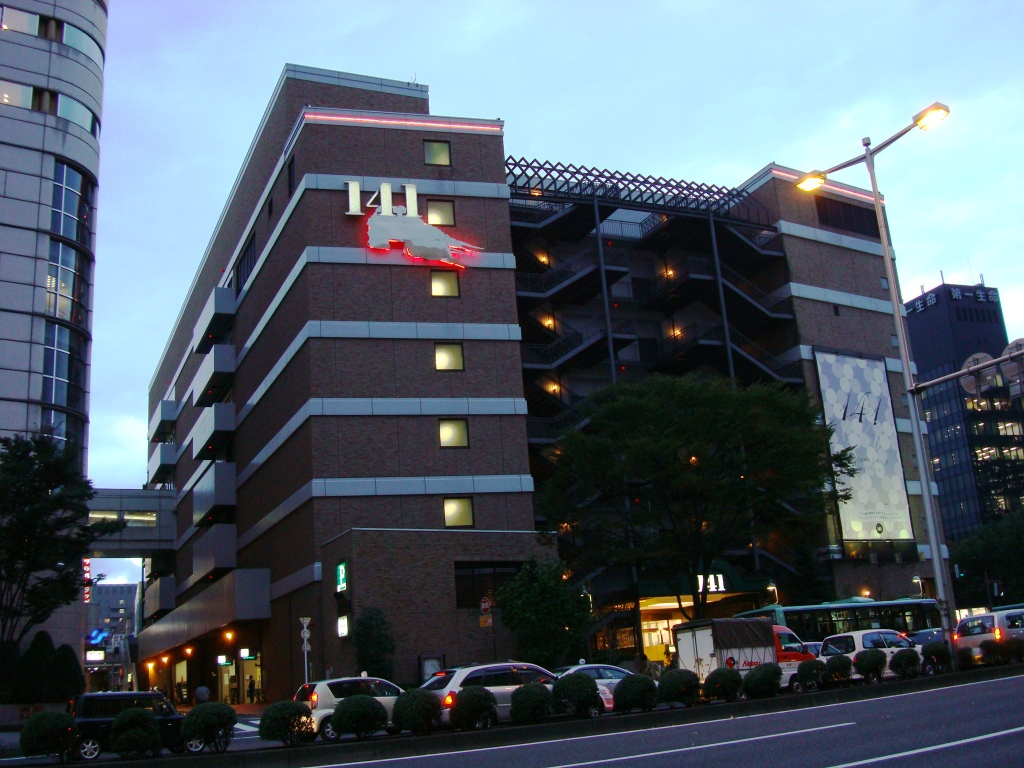
「ファッションドーム141」時代の外観（2007年11月）

ファッションドーム141（Ichi-Yon-Ichi）としての営業期間は1987年（昭和62年）3月21日 - 2008年（平成20年）8月24日。以下に「ファッションドーム141」時代の店内構成を示す。
- 屋上：イベントスペース（植栽あり）
- 6階：エル・パーク仙台、ギャラリースペース、フラワーデザインスクール、美容・健康
- 5階：エル・パーク仙台、仙台市消費生活センター
- 4階：本、雑貨、141・三越上空連絡通路
- 3階：婦人服、紳士服、喫茶、理容
- 2階：婦人服、婦人靴、呉服・和装小物、子供服、喫茶
- 1階：センターフォーラム、愛の泉（噴水）、アクセサリー、婦人服
- 地下1階：三越フードガーデン、141・三越地下連絡通路
- 地下2階：飲食店街、ATMコーナー、喫煙室
- 地下3階：地下鉄連絡口

※ 身体障害者用トイレは地下1階、地上3階、5階、6階。自動体外式除細動器 (AED) は6階に設置。
※ 一番町四丁目アーケードに面して路面店が入居する。南西角には金蛇水神社が鎮座する。

## 周辺
- 仙台三越本館
- 国分町 (仙台市)
- 定禅寺通り
- 勾当台公園
- 仙台市役所
- 宮城県庁舎
- 東京エレクトロンホール宮城

## アクセス
- 地下鉄：仙台市地下鉄南北線 勾当台公園駅
- バス：仙台市営バス 定禅寺通市役所前バス停
- 駐車場：141パーキング：84台
  - 契約駐車場まで含めると合計1,840台分ある[6]。